# The Village Voice
The Village Voice was tot 2017 een gratis wekelijkse tabloidkrant in New York met een oplage van ongeveer 180.000. De krant was vernoemd naar Greenwich Village en werd kortweg de Voice genoemd.
De krant bevatte onder meer artikelen en columns over kunst en cultuur, achtergrondanalyses en onderzoeksjournalistiek. Er kwamen daarnaast veel "alternatieve" onderwerpen aan bod, zoals seks, drugs en het nachtleven. De Voice had ook een evenementenagenda, en er werd veel in geadverteerd met aankondigingen van concerten. De krant werd gratis verspreid in de stad New York; daarbuiten moest er voor worden betaald.
The Village Voice won drie Pulitzerprijzen. Zelf reikte het sinds 1956 jaarlijks een reeks theaterprijzen uit voor Off-Broadway-producties, de Obie Awards. De jaarlijkse Pazz & Jop-peiling van muziekcritici, een samenstelling van top 10-lijsten van beste album en single van het jaar, werd sinds de jaren 1970 uitgegeven.
Een groot aantal bekende schrijvers is gepubliceerd in The Village Voice, waaronder Norman Mailer, Ezra Pound, Henry Miller, Katherine Anne Porter, E.E. Cummings, Tom Stoppard, Allen Ginsberg en Tristan Taormino.

## Geschiedenis
De krant werd gevestigd in 1955 door de schrijver Norman Mailer, in samenwerking met Ed Fancher en Dan Wolf, vanuit een appartement in Greenwich Village. In de jaren 1960 breidde het verspreidingsgebied van de krant zich uit van Greenwich Village naar andere delen van de stad.
De krant was sinds 2005 eigendom van Village Voice Media (voorheen New Times Media), dat ook eigenaar is van 17 andere wekelijkse kranten in de Verenigde Staten, waaronder de LA Weekly en Houston Press. Bij de overname in 2005 werd een groot deel van de vaste schrijvers ontslagen. In 2008 werd de muziekjournalist Nat Hentoff na 50 jaar ontslagen.
In 2017 stopte The Village Voice met het drukken van een wekelijkse krant, maar het bleef wel bestaan als website.